# Ericsson R310

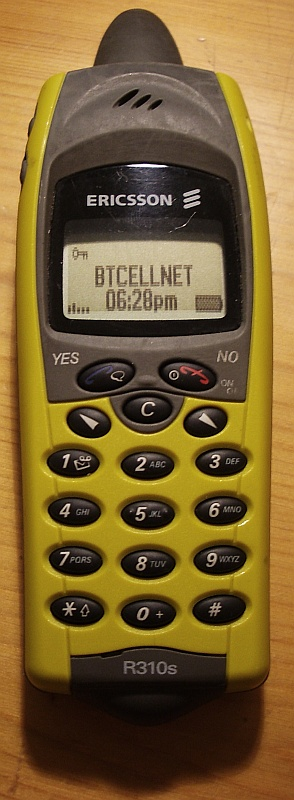
Ericsson R310s

Ericsson R310s är en vatten-, damm-, smuts- och stöttålig mobiltelefon som tillverkades av Ericsson Mobile Communications. Den kallas även hajfenan på grund av den platta, grå antennen som var mera stryktålig än andra mobilantenner vid samma tid och gav ett karaktäristiskt utseende åt telefonen. Silikonpackningar och vattentäta membran av Gore-Tex förhindrade smuts och fukt från att tränga in och skada elektroniken. R310 lanserades under 2000 och såldes i färgerna orange, marinblå, grön och gul. R310 är en dualband-telefon (GSM 900/1800) med måtten 131 x 53 x 25 mm och vikten 128 g.  
R310 tillverkades hos Ericsson Mobile Communications AB i Linköping. Den var en mindre och lättare variant av modellen R250s PRO. Telefonen var en måttlig succé då den lanserades, men dess osedvanligt stryktåliga design gav den så småningom kultstatus och skapade en långlivad efterfrågan bland lantbrukare, skogsarbetare och andra med behov av en telefon som klarar tuffa förhållanden.